# Lepidostoma ulmeri
Lepidostoma ulmeri is een schietmot uit de familie Lepidostomatidae. De soort komt voor in het Palearctisch gebied.